# 20607 Vernazza
20607 Vernazza (tên chỉ định: 1999 RR219) là một tiểu hành tinh vành đai chính. Nó được khám phá thông qua Chương trình nghiên cứu đối tượng gần Trái Đất của đài thiên văn Lowell ở Anderson Mesa Station ở Coconino County, Arizona, ngày 4 tháng 9 năm 1999. Nó được đặt theo tên Pierre Vernazza, a planetary scientist ở European Space Research và Technology Centre.